# David Gilmore
David Gilmore (Cambridge, 5 februari 1964) is een Amerikaanse jazzgitarist.

## Biografie
Na zijn gitaaropleiding bij John Baboian en Randy Roos in Boston studeerde hij aan de universiteit van New York onder Joe Lovano en Jim McNeely. Vanaf 1987 werkte hij professioneel eerst met het M-Base Collective rond Steve Coleman, later ook met Ronald Shannon Jackson, Trilok Gurtu, Graham Haynes, Robin Eubanks en Lonnie Plaxico. Sinds de jaren 1990 was hij lid van de band Lost Tribe, daarnaast trad hij ook op met Meshell Ndegeocello, Monday Michiru en Tom Lang.
In 1995 werd hij lid van de band van Wayne Shorter. Verder nam hij albums op met Christian McBride, Carolyn Leonhart, Don Byron en Uri Caine en werkte hij tournees af met Bill Evans, Victor Bailey en Cindy Blackman. In 2001 verscheen de debuut-cd Ritualism van de band Kindread Spirits, die hij had geformeerd met zijn broer Marque Gilmore, Matt Garrison en Aref Durvesh.  In 2006 volgde Unified Presence, waarop Gilmore samen speelde met Christian McBride, Jeff 'Tain' Watts en Ravi Coltrane. In 2017 bracht Gilmore het album Transitions uit bij Criss Cross.
Bovendien is Gilmore ook werkzaam als componist en producent. Als sideman was hij o.a. te horen met Wayne Shorter, Cindy Blackman, Geri Allen, Steve Coleman, Alice Coltrane, Ravi Coltrane, Jack DeJohnette, Rachelle Ferrell, Cyndi Lauper, Branford en Wynton Marsalis, Dianne Reeves, The Jazz Crusaders, Art Blakey en Cassandra Wilson.
- Bibliothèque nationale de France: cb13931846h (data)
- Gemeinsame Normdatei: 134737717
- International Standard Name Identifier: 0000 0000 5513 5042
- Library of Congress Control Number: no2006101245
- MusicBrainz: c475731d-4efd-4f30-aa55-0b8991ed3c49
- Nationale Bibliotheek van Tsjechië: xx0210294
- Système universitaire de documentation: 150813724
- Virtual International Authority File: 17410927
- WorldCat: E39PBJjCTRcXg76bPXvV9wfcyd